# BSch
BSch(Basic Schematic)は、岡田仁史が作成・公開している、回路図エディタのこと。
DOS版の当時は、回路図エディタCEという名称で、エレクトロニクスライフ1995年10月号などにFDをつけて配布していた。
「水魚堂ONLINE」にて公開されている。BSch3VはWindowsのみで動作し、Qt-BSch3VはWindows、LinuxやMac OS Xで動作する。
日本の電子技術出版を手広く扱っているCQ出版社より、その操作法に関する著書が発刊されている。

## 特徴
- BSDライセンス
- ソースコードとファイル形式

BSch3VのソースコードはVC++で記述され、Qt-BSch3VではQtを利用している。BSchで描かれた回路図はASCII文字系列でファイル保存される。一般のテキストエディタでも編集可能である。
BSchに関する開発は実質上リリースしている岡田仁史のみが行っている。しかし日本のPCBベンダの中にはライブラリ機能(別アプリケーション)を使用している例も見られ、可能性とBSch自体の質の高さを証明されている。